# 陈清机宅
陈清机宅位於中國福建省晋江市安海镇石狮巷53号，是爱国侨领、实业家、慈善家陈清机的故居，建于1929年—1931年，为民国初期闽南红砖民居建筑，占地面积658平方米。石雕、木雕、砖雕精美。楹联和匾额均出自当时的名流，包括章太炎、林森、于右任、杨树庄等人。
2013年1月28日，陈清机宅公布为第八批福建省文物保护单位。